# AM 738 4to
AM 738 4to eller Edda oblongata er et islandsk papirmanuskript på 135 sider dateret til omkring 1680. Det er på Árni Magnússon-instituttet i Reykjavík og indeholder Yngre Edda illustreret med 23 tegninger fra den nordiske mytologi. Navnet kommer fra manuskriptets liggende format; det er dog usædvanligt højt i forhold til bredden.
| Billeder |
| --- |
| - Odin - Njörðr - Baldr - Heimdallr - Freyja - Ullr - Hœnir - Bragi - Loki - Gunnlöð - Þökk - Valhöll - Jörmungandr - Fenrir - Yggdrasill |